# Woeste Hoeve

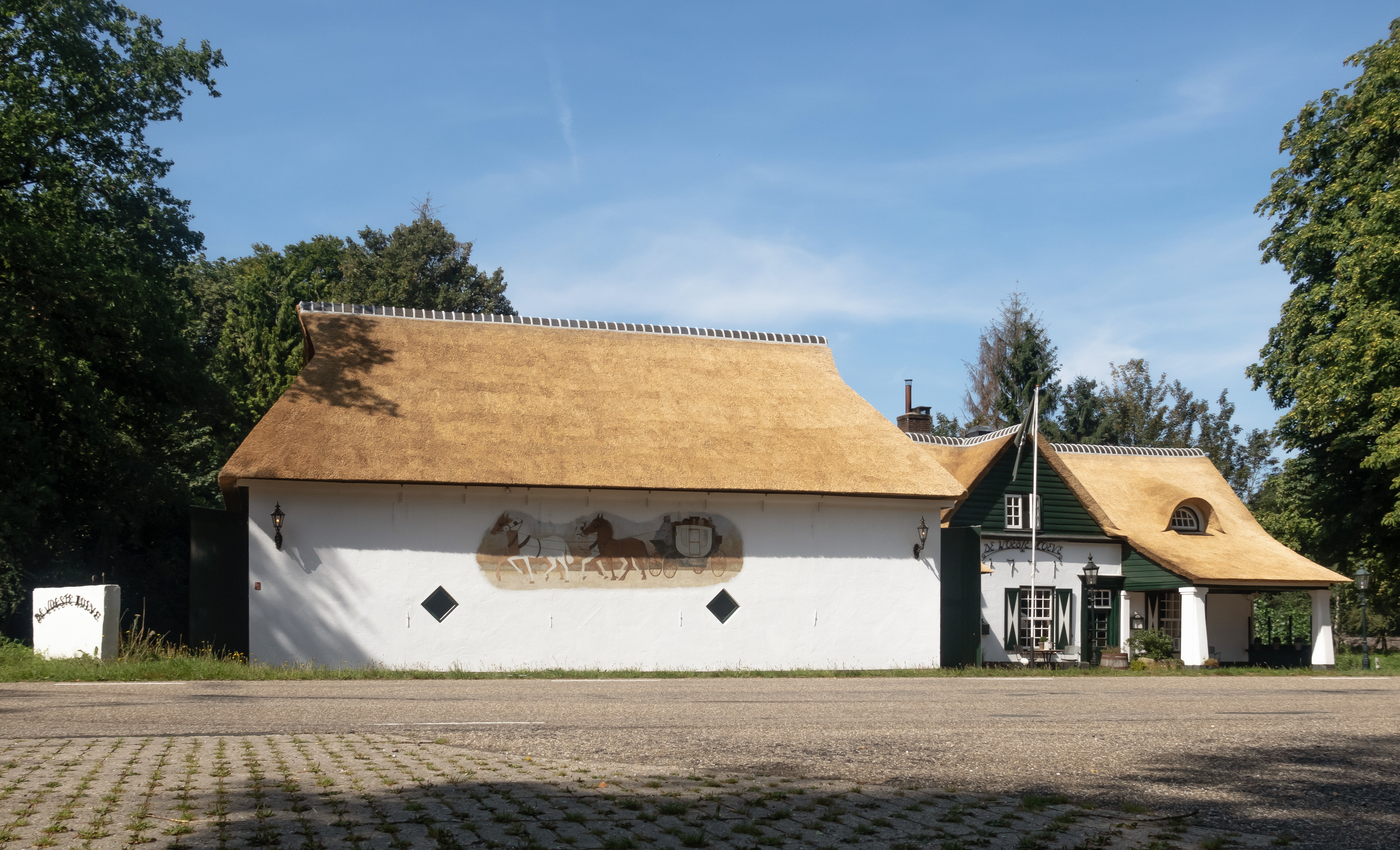
Uitspanning 'De Woeste 'Hoeve' (1771)

Woeste Hoeve (Nedersaksisch: Weuste Hoeve) is een gehucht in de gemeente Apeldoorn, in de Nederlandse provincie Gelderland. De buurtschap bestaat uit een restaurant, een hotel en een paar huizen.

## Geschiedenis
Woeste Hoeve is ontstaan op het kruispunt van de oude Hanzeweg van Arnhem naar Deventer en de hessenweg van Steenderen naar Barneveld.
Daar werd reeds in de Middeleeuwen een uitspanning gebouwd, waar later een gehucht "op Woest Hoef" groeide. Van het gehucht is nu bijna niets meer over, maar de uitspanning, herbouwd in 1771 nadat de oude herberg was afgebrand, staat er nog.
Het verhaal gaat, dat de brand was aangestoken door een zekere Gerrit, die verliefd was op het meisje waar zijn broer mee trouwde. Tijdens de huwelijksnacht stak hij het huis in brand, waardoor het bruidspaar levend verbrandde. Gerrit vluchtte en hield zich schuil in de Onzalige Bossen. Hij werd opgepakt en stierf in het gevang. Tot op heden wordt nog beweerd dat men in donkere nachten iemand met een vuurkist door de bossen kan zien dwalen. Men noemt hem Gloeiende Gerrit of Glüende Gerrit.

## Vorstelijk bezoek
In 1811 verbleef keizer Napoleon Bonaparte hier met Marie Louise. Ook koning Willem III bezocht de herberg regelmatig, op doorreis naar paleis het Loo.

## Aanslag op Hanns Rauter
Nabij Woeste Hoeve vond in de nacht van 6 maart op 7 maart 1945 de aanslag op SS-generaal Hanns Albin Rauter plaats. De bedoeling van het verzet was een Duits legervoertuig te bemachtigen; men wist niet dat Rauter zich in de auto bevond. Rauter was zwaargewond maar overleefde het vuurgevecht. De Duitsers lieten als represaille enkele honderden gevangenen executeren, waarvan 117 bij Woeste Hoeve. Het Monument Woeste Hoeve herinnert aan deze gebeurtenis.

## Ecoduct
Vlak bij het gehucht ligt Wildwissel Woeste Hoeve, een ecoduct over de A50.